# 애닛 로저스

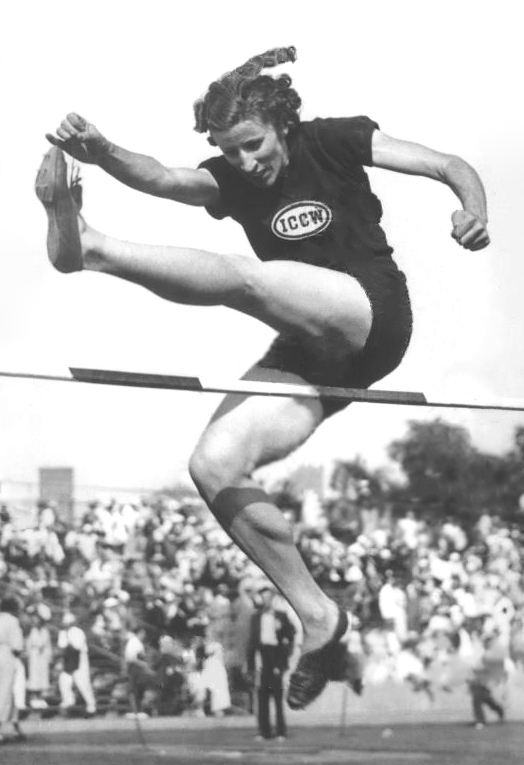

애닛 로저스 켈리(Annette Rogers Kelly, 1913년 10월 22일 ~ 2006년 11월 8일)는 100m에서 주로 활약한 미국의 육상 선수였다.
매사추세츠주 첼시에서 태어나 노스웨스턴 대학교를 졸업하였다.
그녀는 1932년 로스앤젤레스 올림픽에서 동료 선수 메리 캐루, 에블린 퍼치, 빌헬미나 본 브레멘과 함께 400m 릴레이 금메달을 획득하였다. 4년 후, 베를린 올림픽에 돌아와 자신의 2연승을 하는 데 해리엇 블랜드, 베티 로빈슨, 헬렌 스티븐스와 팀을 이루었다. 그녀는 또한 1932년 릴레이에서 2개의 세계 기록들을 세운 도움을 주었다.
93세의 나이로 일리노이주 데스플레인즈에서 사망하였다.